# TEP60
Az RZSD TEP60 sorozat egy szovjet Co'Co' tengelyelrendezésű dízelmozdonysorozat volt. Összesen 1241 db épült belőle 1960 és 1985 között a Kolomnai Mozdonygyárban.

## Felépítése
A szekrényváza féligönhordó (a tető nem kap terhelést), az alváz hossztartói közül az egyik egy cső, ami nem túl szokványos megoldás.
A forgóváz-szekrénykapcsolat olyasmi, mint a francia SNCF CC 7100 sorozatnál volt: két függőleges rúd, amelyek felső vége a szekrényvázhoz, alsó vége a forgóvázhoz csatlakozik. A két rúd mindkét végén összevulkanizált, gumielemes kapcsolattal rendelkezik. Tehát a gumielemek rugalmas alakváltozásával a két rúd a tér három irányában képes elmozdulni, közben természetesen ébred a szükséges visszatérítőerő. A rudak egymás mögött, a jármű hossztengelyében helyezkednek el, ezért kiegészítésképpen még két-két rugózott oldaltám is szükséges forgóvázanként.
A tengelyhajtás csőtengelyes, Alstom-jellegű (azaz a TC az egyik oldalán a forgóvázkeretbe függesztett, a másik oldalán marokcsapágyszerűen támaszkodik, de nem a kerékpártengelyre, hanem az azt körülvevő csőtengelyre). A segédüzemeknél figyelmet érdemel a hidrosztatikus hűtőventilátor-hajtás. Kolomna később minden mozdonyán ezt alkalmazta.